# Newcastle upon Tyne
Newcastle upon Tyne, sovint abreujat a Newcastle (IPA:/niw'kasl/), és una ciutat i aglomeració metropolitana del comtat de Tyne and Wear, Anglaterra. Situat a la vora nord del riu Tyne, la ciutat es desenvolupà a partir de l'acampament romà de Pons Aelius, i deu el seu nom al castell de Newcastle construït el 1080 per Robert Curthose, fill major de Guillem el Conqueridor. La ciutat es feu gran gràcies a la llana i més tard el carbó. El port es desenvolupà al segle xvi i, junt amb les drassanes riu Tyne avall, era entre els més grans centres de construcció de naus del món. Aquestes indústries ja han desaparegut i la ciutat és en gran part un nucli administratiu i cultural. És la més gran de dues ciutats en pròxima relació situades a banda i banda del riu Tyne: la més petita, al sud, és Gateshead.

## Notables de Newcastle
EL cardenal Basil Hume, Arquebisbe de Westminster, (1976-1999) nasqué a la ciutat el 1923. Altres notables nascuts o relacionats amb Newcastle inclouen: l'enginyer i industrial William George Armstrong, l'enginyer Robert Stephenson, el poeta modernista Basil Bunting, Lord Taylor, l'escriptor portuguès Eça de Queiroz qui va fer de diplomàtic a Newcastle des del 1874 fins a l'abril 1879 cantants Sting, Neil Tennant i Cheryl Cole, presentadors de televisió Ant and Dec, i futbolistes internacionals Peter Beardsley i Alan Shearer.

## Persones il·lustres
- Abhisit Vejjajiva (1964), polític tailandès, líder del Partit Demòcrata i primer ministre del país des del 2008
- Charles Hutton (1737-1823), matemàtic.
- Peter Higgs (1929 -) físic, Premi Nobel de Física de l'any 2013.
- Malcolm Boyd (1923-[...?]) musicòleg
- Adam Carse (compositor) (1878-1958) compositor musical